# ジャーナリズム (競走馬)
ジャーナリズム（Journalism）は、アメリカ合衆国の競走馬である。主な勝ち鞍は2025年のサンタアニタダービー、プリークネスステークス、ハスケルステークス。

## 概要

### 2歳（2024年）
10月27日のサンタアニタパーク競馬場の未勝利戦でウンベルト・リスポリを背にデビューして3着。続いて11月17日のデルマー競馬場の未勝利戦にてリカルド・ゴンザレスを背に初勝利を挙げた。
その後は鞍上リスポリで12月14日のロスアラミトスフューチュリティに2番人気で出走。逃げたゲタウェイカーの後ろに付けて競馬を進める。直線入口から捕らえにかかると、そのまま抜け出して3馬身半差の完勝でグレード競走初制覇を果たした。

### 3歳（2025年）
3月1日のサンフェリペステークスでは2番人気で出走。圧倒的な人気を集めたバーンズに照準を合わせて、直線で外から豪快に差し切って1馬身3/4差の快勝で3連勝とした。
4月5日のサンタアニタダービーでは単勝オッズ2.0倍の1番人気で出走。5頭立ての最後方に付けての追走から、第3コーナーで各馬が動き始めると外に持ち出して位置を上げる。直線で先頭に立ったバエサを悠々と交わして3/4馬身差で勝利。グレード競走3連勝でケンタッキーダービーに弾みを付ける勝利となった。
5月3日のケンタッキーダービーはJRAオッズ・Morning Lineオッズ共に1番人気での支持を受けた。発馬の際に内目のところで不利が重なる馬が現れたが、その影響を辛うじて避けて中団10番手辺りに付けて競馬を進める。第3コーナーのところで馬群が凝縮し始めてジャーナリズムも位置を上げていく。馬群の外からソヴリンティが詰め寄ってきて直線では叩き合いの体制で抜け出したが、残り100ヤードで交わされてしまい1馬身半差の2着に敗れた。
5月17日のプリークネスステークスでは単勝オッズ2.0倍の1番人気の支持を受けて出走。五分の発馬を決めると先頭から5馬身ほどの6番手の位置取って競馬を進める。第3コーナーから外に進路を探すも馬群が広がりを見て埒沿いに戻ることを選択して、空いたところから動いて直線入口で先頭を狙う射程圏に入れた。ところが馬の間を縫おうとすると外のゴールオリエンテッドが内に寄れて挟まれてしまい大きく体制を崩す致命的な不利を受けてしまった。しかし、ゴールオリエンテッドを押最し返すようにして立て直すと猛然と追撃して、最後の数完歩で順調に抜け出したゴスジャーを半馬身で差し切って勝利。抜群の勝負根性で驚異的な巻き返しを見せ、2度目のG1制覇を収めた。
その後は6月7日のベルモントステークスに単勝オッズ3.0倍の1番人気で出走。外目の3番手での追走から第3コーナーから前の2頭に並び掛けて、直線では早々と抜け出すも背後を離れずに追走していたソヴリンティに差されてしまい、3馬身差突き放されての2着に敗れた。

## 血統表
| ジャーナリズムの血統  | ジャーナリズムの血統                  | ジャーナリズムの血統                  | （血統表の出典）                      | （血統表の出典）    |
| 父系                  | ミスタープロスペクター系              | ミスタープロスペクター系              | ミスタープロスペクター系              | [ § 2 ]             |
| 父 Curlin 栗毛 2004   | 父の父Smart Strike 鹿毛 1992          | Mr. Prospector                        | Raise a Native                        | Raise a Native      |
| 父 Curlin 栗毛 2004   | 父の父Smart Strike 鹿毛 1992          | Mr. Prospector                        | Gold Digger                           |                     |
| 父 Curlin 栗毛 2004   | 父の父Smart Strike 鹿毛 1992          | Classy 'n Smart                       | Smarten                               | Smarten             |
| 父 Curlin 栗毛 2004   | 父の父Smart Strike 鹿毛 1992          | Classy 'n Smart                       | No Class                              |                     |
| 父 Curlin 栗毛 2004   | 父の母Sherriff's Deputy 鹿毛 1994     | Deputy Minister                       | Vice Regent                           | Vice Regent         |
| 父 Curlin 栗毛 2004   | 父の母Sherriff's Deputy 鹿毛 1994     | Deputy Minister                       | Mint Copy                             |                     |
| 父 Curlin 栗毛 2004   | 父の母Sherriff's Deputy 鹿毛 1994     | Barbarika                             | Bates Motel                           | Bates Motel         |
| 父 Curlin 栗毛 2004   | 父の母Sherriff's Deputy 鹿毛 1994     | Barbarika                             | War Exchange                          |                     |
| 母 Mopotism 鹿毛 2014 | 母の父Uncle Mo 鹿毛 2008              | Indian Charlie                        | In Excess                             | In Excess           |
| 母 Mopotism 鹿毛 2014 | 母の父Uncle Mo 鹿毛 2008              | Indian Charlie                        | Soviet Sojourn                        |                     |
| 母 Mopotism 鹿毛 2014 | 母の父Uncle Mo 鹿毛 2008              | Playa Maya                            | Arch                                  | Arch                |
| 母 Mopotism 鹿毛 2014 | 母の父Uncle Mo 鹿毛 2008              | Playa Maya                            | Dixie Slippers                        |                     |
| 母 Mopotism 鹿毛 2014 | 母の母Peppy Rafaela 鹿毛 2009         | Bernardini                            | A.P. Indy                             | A.P. Indy           |
| 母 Mopotism 鹿毛 2014 | 母の母Peppy Rafaela 鹿毛 2009         | Bernardini                            | Cara Rafaela                          |                     |
| 母 Mopotism 鹿毛 2014 | 母の母Peppy Rafaela 鹿毛 2009         | Peppy Lapeau                          | *フレンチデピュティ                   | *フレンチデピュティ |
| 母 Mopotism 鹿毛 2014 | 母の母Peppy Rafaela 鹿毛 2009         | Peppy Lapeau                          | Peppy Raja                            |                     |
| 母系(F-No.)           | Davill's Old Woodcock Mare(FN:19号族) | Davill's Old Woodcock Mare(FN:19号族) | Davill's Old Woodcock Mare(FN:19号族) | [ § 3 ]             |
| 5代内の近親交配       | Deputy Minister：S3×M5                | Deputy Minister：S3×M5                | Deputy Minister：S3×M5                | [ § 4 ]             |
| 出典                  | 1. 2. 3. 4.                           | 1. 2. 3. 4.                           | 1. 2. 3. 4.                           | 1. 2. 3. 4.         |